# Ericka Hart
Ericka Hart (Nova Iorque, 1986) é uma ativista e educadora sexual estadunidense, modelo, queer, não-binária e também sobrevivente do cancro de mama.

## Percurso
Estudou na Universidade de Miami, tendo concluído o Bacharelato em Psicologia e Teatro em 2008. Tem um mestrado em Educação Sexual pela Universidade de Widener, em Chester, na Pensilvânia, concluído em 2016.
A sua mãe faleceu quando Hart tinha 13 anos, vítima de cancro da mama.
Em 2014, com 28 anos de idade, Hart foi diagnosticada com cancro de mama bilateral. Em 2016, causou ruído na Internet quando compareceu no festival de música AFROPUNK em topless, expondo as suas cicatrizes de mastectomia para que todos pudessem ver. Desde então tem-se empenhado em mudar percepções, denominando-o de "activismo topless".
Actualmente, livre da doença cancerígena, Hart, trabalha como educadora sexual. É também uma ativista, surgindo muitas vezes em topless em aparições públicas e no Instagram, onde tem milhares de seguidores, procurando trazer mais visibilidade ao cancro de mama, especialmente para pessoas queer e pessoas trans negras. As suas críticas à indústria médica (discriminação médica com base racial e inequalidades de acesso aos tratamentos) e opiniões sobre sexualidade, teoria social, questões de género e raça ganharam respeito nos círculos de justiça social e nos media.
Hart começou por trabalhar como voluntária pelo Corpo da Paz numa missão na Etiópia. Nesta iniciativa focada na prevenção do HIV/SIDA, promoveu a educação sexual em escolas básicas e secundárias.
Em 2016, começou a dar aulas de Educação Sexual na New York City School a alunos desde a pré-escola até ao 5º ano de escolaridade. Em Novembro de 2016, discursou no Amherst College a convite do Departamento Queer.
Actualmente, é professora adjunta da Universidade de Columbia (Faculdade de Estudos Sociais) assim como da CUNY (Faculdade de Saúde Pública) do Hunter College.
Na Universidade de Columbia, é professora de Sexualidade Humana, focando-se no empoderamento de pessoas negras, explorando temas como o poliamor, aborto e violência sexual. Está envolvida num projecto de Amor-próprio e afirmação corporal, criado pelo Centro de Educação de Justiça Social da Universidade da Columbia.
Em Maio de 2017, foi oradora convidada da BE BOLD Conference for Boston Business Women, em Boston, um evento que reuniu mais de 900 profissionais para partilharem histórias de força e ousadia ao longo das suas carreiras e em todos os aspectos das suas vidas. A lista de oradoras convidadas incluía ainda a CEO da SoulCycle, Melanie Whalen, a editora-chefe da revista Shape, Elizabeth Goodman Artis, a colaboradora da CNN, Mel Robbins, etc.
Em 2018, desfilou na passadeira vermelha para a coleção Outono 2018 pela designer Becca McCharen-Tran. Também em 2018, foi convidada para participar no The Radically Selfish Podcast, onde falou sobre o tema Privilégio, Sexualidade e Sobrevivência.
Em 2019, foi oradora na cerimónia de graduação do Hampshire College.
Em Fevereiro de 2020, deu uma palestra em Seattle para um público de mais de 300 pessoas por ocasião da celebração do 47º aniversário do acordão Roe v. Wade pelo Supremo Tribunal americano, que determinou que o direito constitucional à privacidade inclui o direito ao aborto. Nesse mesmo ano, foi convidada para discursar na Ralph Lauren's 2020 Pink Pony Campaign, intitulada More Conversations, More Love.
Hart está envolvida no desenvolvimento de uma aplicação móvel para pacientes com cancro da mama, a Breast Cancer Healthline. Esta aplicação tem o intuito de conectar pacientes, tendo em conta o estadio da doença, tratamento e estilo de vida.

## Obra
É autora do podcast Hoodrat to Headwrap.